# Cuculluna cristagalli
Cuculluna cristagalli är en fjärilsart som beskrevs av Köhler 1952. Cuculluna cristagalli ingår i släktet Cuculluna och familjen nattflyn. Inga underarter finns listade i Catalogue of Life.